# HD 104985
HD 104985は、きりん座の恒星で6等星。2003年に太陽系外惑星が発見された。

## 惑星の発見
ヘリウムを燃料とする黄色巨星である。国立天文台の岡山観測所のチームが2年間観測を続け、巨星として初めて、系外惑星を発見した。惑星は離心率0.09と真円に近い軌道を持ち、軌道長半径は0.95au、質量は木星の8.3倍以上、公転周期は199.505日である。日本及びアジアで初めて、日本の観測チームが発見した初の太陽系外惑星である。
| 名称 （恒星に近い順） | 質量    | 軌道長半径 （天文単位） | 公転周期 (日)   | 軌道離心率    | 軌道傾斜角 | 半径 |
| --------------------- | ------- | ----------------------- | --------------- | ------------- | ---------- | ---- |
| b (Meztli)            | >8.3 MJ | 0.95                    | 199.505 ± 0.085 | 0.090 ± 0.009 | —          | —    |

## 名称
固有名の トナティウ (Tonatiuh) は、アステカの神話に登場する太陽の神トナティウ (Tonatiuh) に由来する。2015年に国際天文学連合によって太陽系外惑星系の名前の公募と投票が行われた際にこの星系も対象となり、2015年12月15日に国際天文学連合から、メキシコの Sociedad Astronomica Urania が提案した Tonatiuh が選定されたことが発表された。同時に惑星に付けられた名称の Meztli は、アステカの神話に登場する月の女神メツトリに由来する。